# Региональная агломерация Калгари

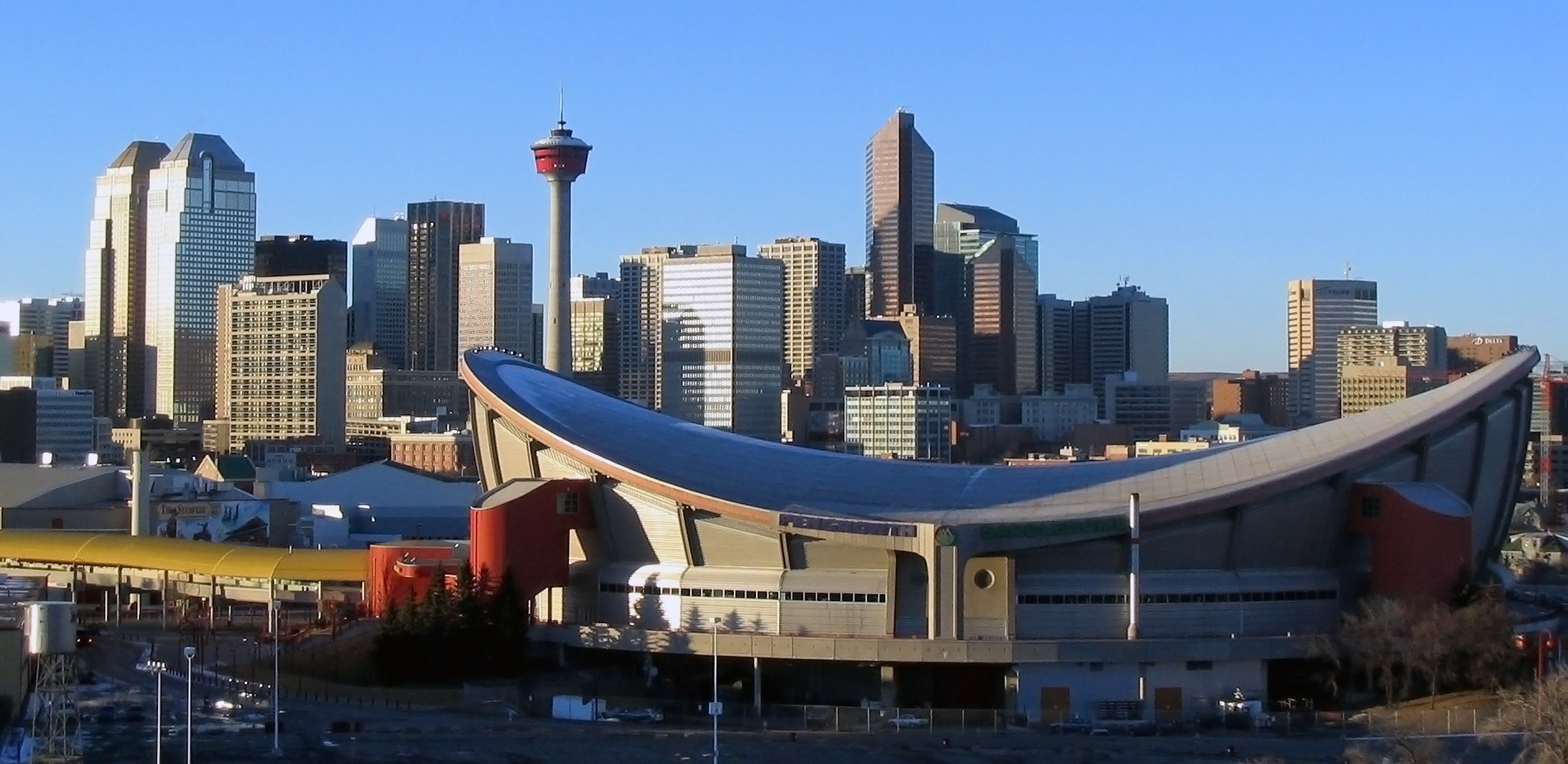
Вид Калгари

Региональная агломерация Ка́лгари (англ. Calgary) — область, сложившаяся вокруг Калгари (Альберта, Канада). Она состоит из города Калгари и графства Роки-Вью с округом Футхилс № 31 с муниципалитетами внутри них. Область Калгари и агломерация Калгари (переписная городская зона, ПГЗ) — различные понятия. Некоторые муниципалитеты в составе области, слабо связаны или совсем не связаны с агломерацией с точки зрения ежедневной трудовой миграции или торговли.
Область является крупным транспортным узлом для Южной Альберты, Саскачевана, востока Британской Колумбии и частично для северных Соединённых Штатов. Она обслуживается международным аэропортом Калгари — третьим крупнейшим аэропортом Канады.

## ПГЗ Калгари
По определению Статистической службы Канады ПГЗ Калгари включает в себя следующие девять муниципалитетов:
- шесть городов (Иррикана, Калгари, Кокран, Кроссфилд, Честермир и Эрдри);
- один округ (графство Роки-Вью, в состав которого входит крупнейшая в ПГЗ деревня без мэра Лэнгдон);
- одна деревня (Бейзекер) и
- одна резервация коренных народов (Тсу-Тина 145, на территории которой находится город Редвуд-Медоус).

По переписи Статистической службы Канады 2006 года численность населения ПГЗ Калгари составляет 1 079 310 человек, и по этому показателю она является крупнейшей ПГЗ в Альберте и пятой в Канаде. Данные переписи 2006 года по ПГЗ Калгари не включают численность населения Тсу-Тина 145, которое было переписано неполностью).
По данным Статистической службы Канады от 1 июля 2009 ПГЗ Калгари недавно обогнала ПГЗ Оттава-Гатино и стала 4-й крупнейшей агломерацией страны с населением 1 230 248 человек, хотя при текущем уровне эмиграции ПГЗ может вернуться на прежнее место рейтинга.
Она также является второй (после ПГЗ Эдмонтон) ПГЗ Альберты по площади, которая составляет 5107 км².
ПГЗ Калгари занимает примерно 40 % площади определённого Статистической службой Канады Участка № 6.
Участок включает в себя округ Футхилс № 31 с муниципалитетами (например, Окотокс и Хай-Ривер) на юге и графство Маунтин-Вью на севере.
Округ Футхилс № 31 и муниципалитеты в его составе часто считаются частью агломерации Калгари, так как округ непосредственно граничит с городом Калгари, а города Окотокс, Хай-Ривер, Блэк-Дайамонд и Тернер-Валли фактически являются его спальными пригородами.

## Калгарийская областная ассоциация
Калгарийская областная ассоциация (КОА) основана в 1995 как ассоциация 15 городских муниципалитетов области большого Калгари для координации их роста и планирования. Девиз КОА: «Думать регионально — действовать локально».

### Членство
В Калгарийскую областную ассоциацию входят 15 городов: Банф, Блэк-Дайамонд, Иррикана, Калгари, Канмор, Кокран, Кроссфилд, Нэнтон, Окотокс, Редвуд-Медоус, Стратмор, Тернер-Валли, Хай-Ривер, Честермир и Эрдри. Из этих 15 населённых пунктов четыре города (Банф, Канмор, Нэнтон и Стратмор) находятся за пределами, но в непосредственной близости к области Калгари. Четыре из остальных восьми городов (Блэк-Дайамонд, Хай-Ривер, Окотокс и Тернер-Валли) находятся за пределами определённой Статистической службой Канады ПГЗ Калгари.

### Бывшие члены
В прошлом членами КОА были четыре округа, окружающих 14 из 15 современных членов: округ Бигхорн № 8, округ Футхилс № 31, графство Роки-Вью и графство Уитленд. В марте 2009 из-за невозможности достижения инфраструктурного баланса и связности между частями области Калгари из состава КОА вышел округ Бигхорн № 8. В июне 2009 последние три округа выступили против плана Калгарийской агломерации, который должны были одобрить муниципалитеты — члены КОА. Все три округа один за другим вышли из КОА в сентябре 2009.

## Список муниципалитетов

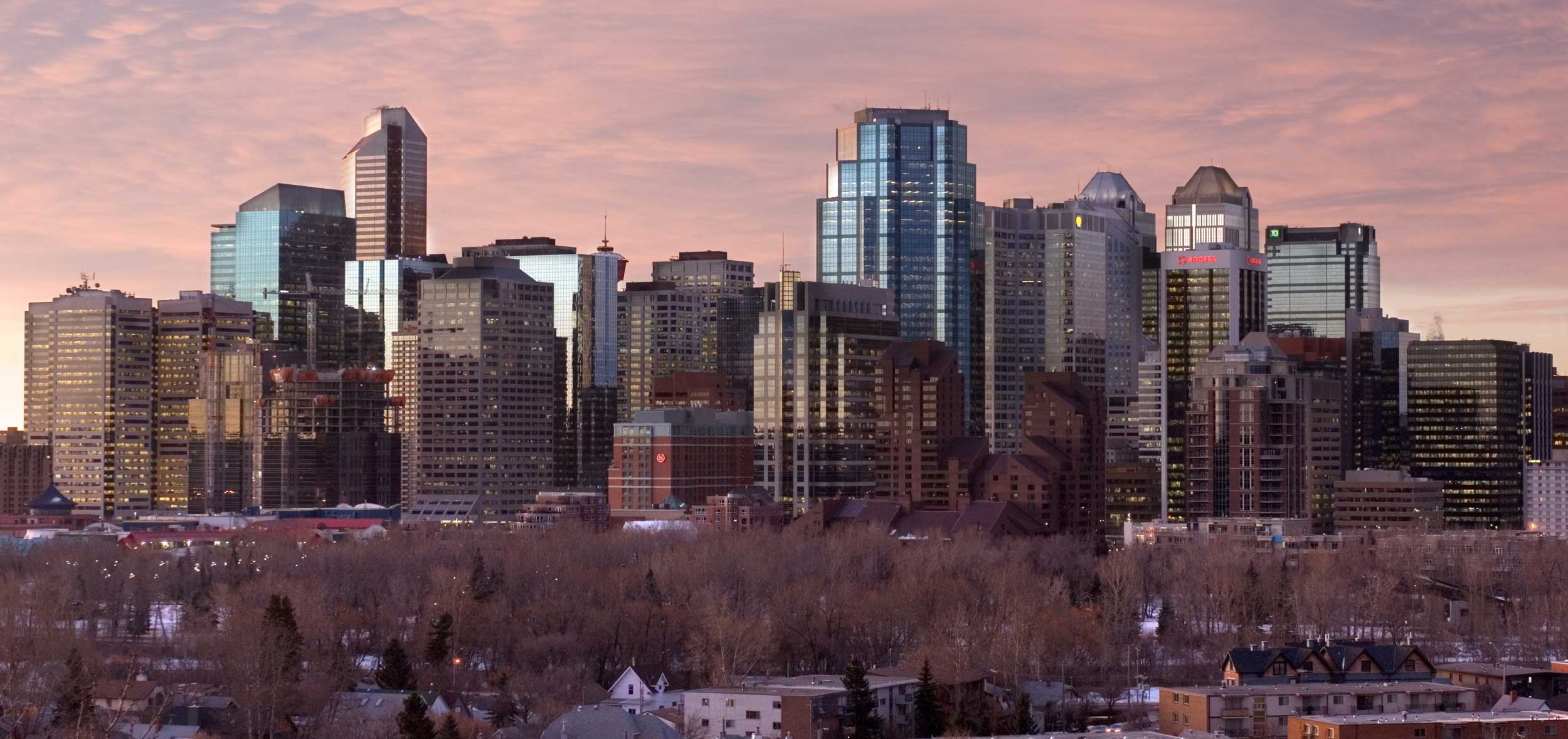
Калгари

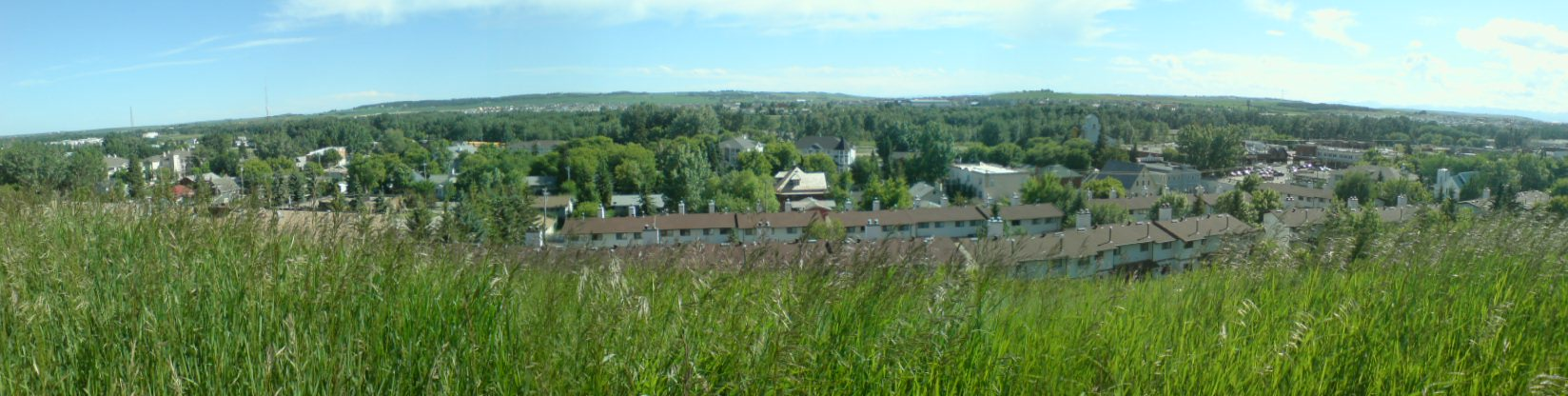
Окотокс

Ниже приведён список муниципалитетов области Калгари. Муниципалитеты, находящиеся в границах области и либо входящие в ПГЗ Калгари, либо являющиеся членами КОА, либо относящихся к обоим образованиям обозначены соответственно. Члены КОА, расположенные близко к области Калгари, но отделенные от неё другими территориями (например Банф, Канмор и Стратмор) не перечислены здесь, так как считаются членами соседних областей Скалистые горы Альберты и Южная Альберта.
| Муниципалитет             | Население по федеральной переписи 2006 | Население по последней городской переписи (2006—2010) | Год последней городской переписи | ПГЗ Калгари | Член КОА |
| ------------------------- | -------------------------------------- | ----------------------------------------------------- | -------------------------------- | ----------- | -------- |
| Города                    |                                        |                                                       |                                  |             |          |
| Блэк-Дайамонд             | 1900                                   | 2308                                                  | 2009                             |             | да       |
| Иррикана                  | 1243                                   |                                                       |                                  | да          | да       |
| Калгари                   | 988 193                                | 1 071 515                                             | 2010                             | да          | да       |
| Кокран                    | 13 760                                 | 15 424                                                | 2009                             | да          | да       |
| Кроссфилд                 | 2648                                   | 2861                                                  | 2010                             | да          | да       |
| Окотокс                   | 17 145                                 | 23 201                                                | 2010                             |             | да       |
| Тернер-Вэлли              | 1908                                   | 2022                                                  | 2008                             |             | да       |
| Хай-Ривер                 | 10 716                                 | 11 783                                                | 2010                             |             | да       |
| Честермир                 | 9564                                   | 14 285                                                | 2010                             | да          | да       |
| Эрдри                     | 28 927                                 | 39 822                                                | 2010                             | да          | да       |
| Деревни                   |                                        |                                                       |                                  |             |          |
| Бейзекер                  | 804                                    | 837                                                   | 2008                             | да          |          |
| Лонгвью                   | 300                                    | 334                                                   | 2007                             |             |          |
| Графства и их эквиваленты |                                        |                                                       |                                  |             |          |
| Графство Роки-Вью         | 34 171                                 | 34 597                                                | 2006                             | да          |          |
| Округ Футхилс № 31        | 19 736                                 |                                                       |                                  |             |          |
| Индейские резервации      |                                        |                                                       |                                  |             |          |
| Иден-Вэлли 216            | 370                                    |                                                       |                                  |             |          |
| Тсу-Тина 145              | н/д                                    | 1443                                                  | 2009                             | да          |          |